# Paul Birr
Paul Birr (* 21. April 1887 in Berlin; vermisst seit 14. März 1945, Lazarett Perleberg) war ein deutscher Architekt, Bildhauer, Grafiker und Glasmaler.

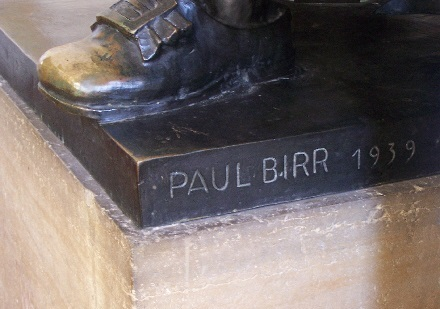
Namenszug am Bachdenkmal in der Eisenacher Georgenkirche

## Leben
Er erhielt seine Ausbildung bei Franz Metzner und Hermann Feuerhahn. 1920 bis 1925 hielt er sich in Schweden auf, wo er für den Industriellen Alfred Ekström arbeitete und auch Kontakte zum Königshof hatte. 1924/25 leitete er den Umbau des Hauses Hainstein bei Eisenach zu einem evangelischen Bildungshaus mit Kapelle und entwarf die künstlerische Ausstattung. Anschließend ließ er sich in Berlin nieder und 1943 in Bunzlau. 1941/42 war er mit Feuerhahn an der Restaurierung der Abtei Grüssau beteiligt. 1945 wurde er zur Wehrmacht einberufen und gilt seit einem Lazarettaufenthalt in Perleberg als vermisst.

## Werke (Auswahl)
- Buttelstedt, evangelische Kirche, Bildfenster (1928)
- Ohrdruf, St. Trinitatis, acht biblische Bildfenster (um 1930)
- Worms, 118er Denkmal (1932)
- Eisenach, Hainstein, Söderblom-Denkmal (1933)
- Eisenach, Georgenkirche, Bach-Denkmal (1939)